# Karl-Heinz Böhm (Astronom)
Karl-Heinz Böhm (* 27. September 1923 in Hamburg; † 2. März 2014) war ein deutscher Astronom.
Böhm war der Sohn eines Seemanns der Handelsmarine. Im Zweiten Weltkrieg diente Böhm auf U-Booten. Nach dem Krieg arbeitete er zunächst im Bergbau und in einer Automobilfabrik, bevor er ab 1947 in Darmstadt und Kiel Physik studierte. 1954 promovierte er in Kiel bei Albrecht Unsöld. In seiner Dissertation wies er nach, dass ein zusätzlicher nicht-strahlungsbedingter Heizmechanismus in der Sonnenatmosphäre vorhanden sein muss. Als Post-Doktorand war er am Lick-Observatorium. Dort wurde er von George Herbig beeinflusst, der über sehr junge Sterne forschte. In den folgenden zehn Jahren war er häufig an der Universität Berkeley bei Louis Henyey, der früh Computerrechnungen zum Studium des Sternaufbaus unternahm. Ein Vorteil des Aufenthalts in den USA war der damals viel leichtere Zugang zu Computern. In Deutschland war Böhm mit seiner Ehefrau, der Astronomin Erika Böhm-Vitense, an der Universität Kiel und der Universität Heidelberg. 1968 wurde er Professor an der University of Washington, wo seine Ehefrau Erika Böhm-Vitense ebenfalls Professorin wurde.
In den 1960er Jahren befasste er sich mit dem Aufbau und der Atmosphäre von weißen Zwergen, Herbig-Haro-Objekten und T-Tauri-Sternen. Dabei war er sowohl Theoretiker als auch beobachtender Astronom. Unter anderem beobachtete er am Hale-Observatorium und am Calar-Alto-Observatorium mit dem Spektrograph von Josef Solf.
1958 erhielt er den Physik-Preis der Akademie der Wissenschaften zu Göttingen. Er war auswärtiges Mitglied des Max-Planck-Instituts für Astronomie in Heidelberg und dort häufiger Gast. Er war Fellow der American Association for the Advancement of Science (1980). 1984/85 war er Gastwissenschaftler am Joint Institute for Laboratory Astrophysics.
Er hatte zwei Söhne und zwei Töchter.